# Hamza Bounab
Hamza Bounab (en arabe : حمزة بوناب) est un footballeur algérien né le 16 décembre 1983 à El Khroub dans la wilaya de Constantine et mort le 23 juin 2012. Il évoluait au poste de milieu gauche.

## Biographie
Il évolue en première division algérienne avec les clubs du CR Belouizdad, du CA Bordj Bou Arreridj, puis il revient dans son club formateur, l'AS Khroub. Il dispute 100 matchs en inscrivant six buts en Ligue 1.